# Stefano Ittar

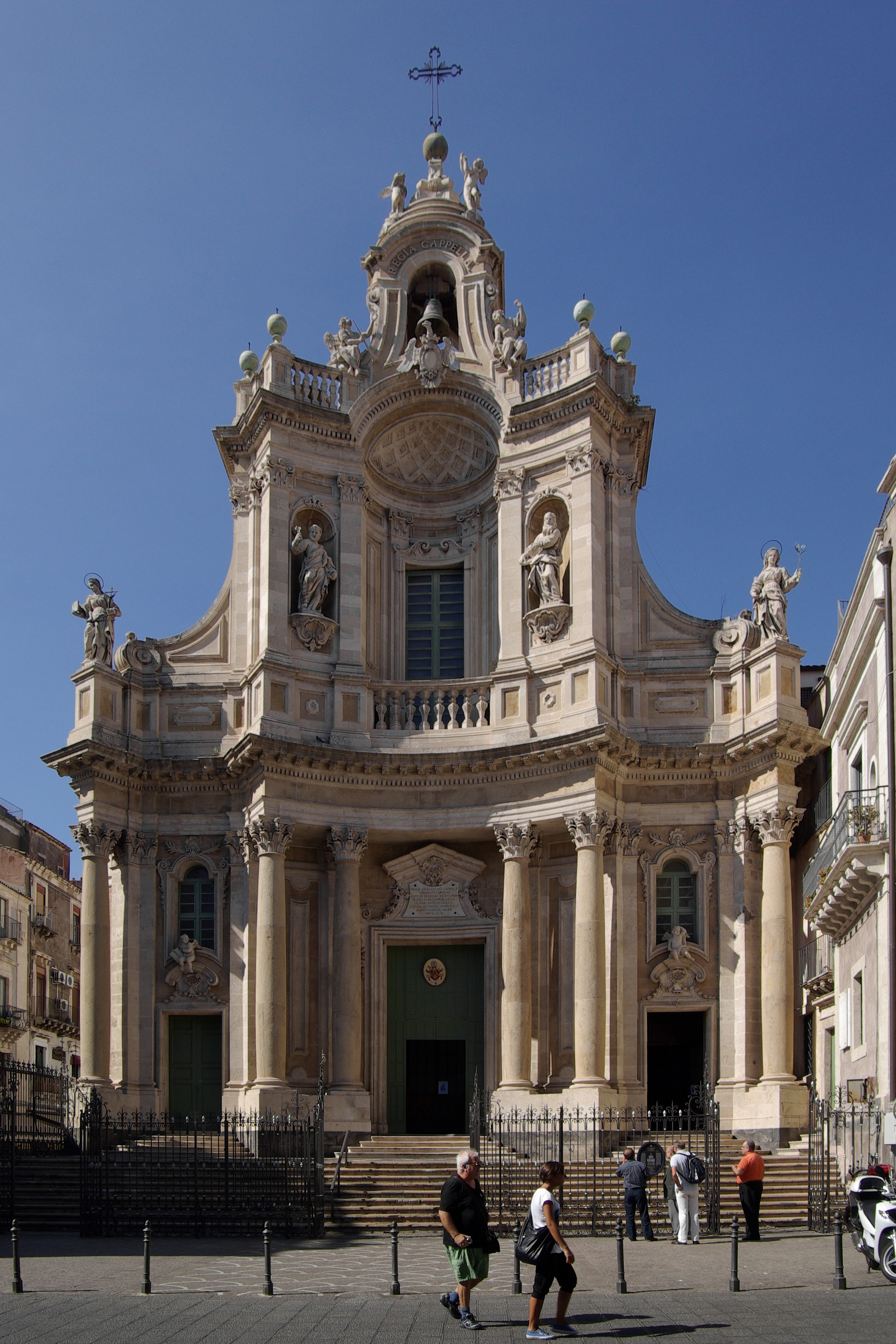
Kolegiata w Katanii – Fasada projektu Stefano Ittara

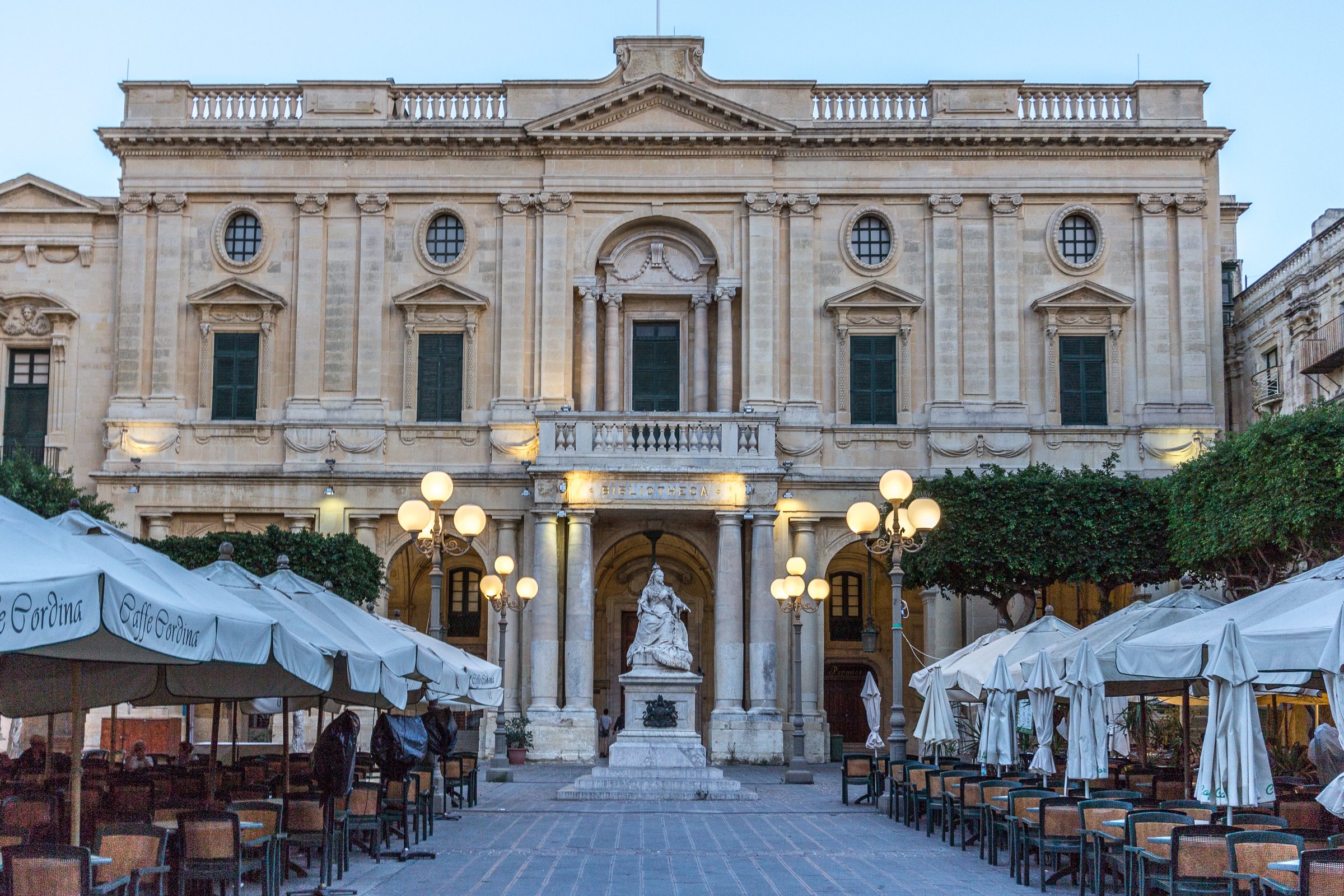
Gnach Biblioteki Narodowej Malty

Stefano Ittar (ur. 1724 w Owruczu, zm. 1790 w Valletcie na Malcie) – architekt pochodzenia polskiego, czynny głównie we Włoszech. Jego twórczość zalicza się do baroku sycylijskiego.
Brak jest udokumentowanych wiadomości o pierwszej połowie jego życia. W latach 1754–1759 przebywał w Rzymie, gdzie uzupełniał wykształcenie, po czym zamieszkał w roku 1765 na stałe w Katanii na Sycylii.
Tam poślubił w roku 1767 Rosannę, córkę wybitnego architekta Francesco Battaglii. Został ojcem dziewięciorga dzieci, spośród których synowie Sebastiano i Enrico przejęli zawód ojca.
Zrealizował m.in. łuk triumfalny Porta Ferdinandea (1768) przemianowany na Porta Garibaldi, plac Piazza di S.Filippo (1768–1769) oraz kościół Chiesa della Trinità (Trójcy św.). Wzniósł kopułę nad kościołem benedyktyńskim San Nicolò l’Arena (1768-1780) oraz plac Piazza Dante (1774–1775).
W roku 1785 przeniósł się z rodziną na Maltę, gdzie projektował w Valletcie na zlecenie zakonu Szpitalników i gdzie zmarł prawdopodobnie śmiercią samobójczą w roku 1790. Do jego dzieł należała m.in. gmach Biblioteki Narodowej Malty.